# Cantó de Mirebeau
El cantó de Mirebeau és un cantó francès del departament de la Viena, situat al districte de Poitiers. Té 10 municipis i el cap és Mirebeau.

## Municipis
- Amberre
- Champigny-le-Sec
- Cherves
- Cuhon
- Maisonneuve
- Massognes
- Mirebeau
- Thurageau
- Varennes
- Vouzailles

## Història
| Data d'elecció                           | Identitat         | Partit            | Qualitat |
| ---------------------------------------- | ----------------- | ----------------- | -------- |
| 1945-1949                                | Georges Maurice   | Rad.              |          |
| 1949-1979                                | Jean Raffarin     | CNIP, després UDF |          |
| 1979-1992                                | Bernard Rousselle | PS                |          |
| 1992-                                    | Denis Brunet      | app. UDF i UMP    |          |
| les dades anteriors no són pas conegudes |                   |                   |          |
|                                          |                   |                   |          |

## Demografia
| A partir de 1990: Població sense dobles comptes |